# Camanducaia (kommun)
Camanducaia är en kommun i Brasilien.   Den ligger i delstaten Minas Gerais, i den sydöstra delen av landet, 800 km söder om huvudstaden Brasília. Antalet invånare är 21 074.
Följande samhällen finns i Camanducaia:
- Camanducaia

I omgivningarna runt Camanducaia växer i huvudsak städsegrön lövskog. Runt Camanducaia är det ganska glesbefolkat, med 43 invånare per kvadratkilometer.